# Hidden Path Entertainment
Hidden Path Entertainment est une société américaine de développement de jeux vidéo basée à Bellevue, Washington. 

## Histoire
Elle a été fondée en 2006 par Michael Austin, Jim Garbarini, Dave McCoy, Jeff Pobst et Mark Terrano. En 2008, Hidden Path sort son premier titre original, Defense Grid : The Awakening sur PC et en 2009 sur Xbox. Un titre téléchargeable, Defence Grid a été acclamé avec sa tournure sur la tour de défense et s'est vendu à plus d'un demi-million d'unités depuis sa sortie. En 2009, Hidden Path a commencé à travailler avec Valve pour mettre à jour et maintenir Counter-Strike: Source, sorti pour la première fois en 2004.
Hidden Path a travaillé avec Valve pour développer la dernière entrée de la franchise Counter-Strike, Counter-Strike: Global Offensive (CS:GO). CS:GO fait ses débuts à la PAX Prime 2011, et sort le 21 août 2012. CS:GO est disponible pour Windows, OS X, Linux, PlayStation 3 (PlayStation Network) et Xbox 360 (Xbox Live Arcade).
Poursuivant la tendance de la société à revisiter les anciennes séries, Hidden Path publie Age of Empires II: HD Edition sur la plate-forme Steam de Valve en 2013, qui sert de version mise à jour d'Age of Empires II, publié en 1999 par Ensemble Studios et Microsoft. En plus de mettre à jour les graphismes et les capacités multijoueurs du jeu de base et de son extension d'origine, Hidden Path a ouvert la voie à une nouvelle extension après 14 ans appelée The Forgotten.
Selon Valve, la raison pour laquelle ils collaborent souvent avec Hidden Path Entertainment est qu'ils les connaissent depuis un certain temps et que leurs bureaux sont « juste au coin de la rue ». Hidden Path a également contribué au travail de modèle sur Left 4 Dead 2. Ils ont également collaboré avec Valve sur You Monster! pack d'extension pour Defense Grid qui comprend le personnage GLaDOS de la série de jeux vidéo Portal.